# 李磊 (サッカー選手)
李 磊（漢音読み：り らい、中国語：李磊、英語：Li Lei、1992年5月30日 - ）は、中華人民共和国・山東省青島市出身のサッカー選手。ポジションはディフェンダー、ミッドフィールダー。

## 来歴

### クラブ

#### 北京国安
2010年初，中超に昇格した南昌衡源に加入。同年6月李磊にU19代表選出された。
2013年2月，李磊は中甲の河南建業に加入。
2015年1月18日，北京国安に加入した。
2021年12月,スイス・グラスホッパーへの移籍が発表された。
2022年2月5日、FCチューリッヒ戦(0-2)で77分から途中出場しデビュー。スイス・スーパーリーグでは石俊に次ぐ2人目の中国人選手となった。

### 代表
2019年、チャイナ・カップのタイ代表戦で代表初出場。
2021年、カタールW杯アジア予選の代表メンバー入り。